# Pierre Amine Gemayel
Pierre Amine Gemayel (en árabe: بيار أمين الجميل); llamado comúnmente Pierre Gemayel Jr, Pierre Amine o simplemente Pierre Gemayel; (24 de septiembre de 1972 - Beirut; 21 de noviembre de 2006) fue un político libanés. 

## Biografía
De familia dedicada a la política, fue nieto de Pierre Gemayel, fundador del partido Falange Libanesa, sobrino del también asesinado Bashir Gemayel e hijo del líder político Amin Gemayel, presidente del Líbano de 1982 a 1988. Profesó el cristianismo maronita. Estudió Derecho en la Universidad de San José de Beirut.
Gemayel comenzó su carrera cuando fue elegido al parlamento en 2000, representando al distrito de Metn, como candidato independiente. Aunque partícipe del movimiento de Falangistas, no se unió a la Falange Libanesa hasta que se sumó a una alianza de ésta con otros partidos y candidatos de centro derecha, en su mayoría cristianos maronitas. Fue reelecto en 2005.
Se hizo conocido por su oposición a la ocupación e influencia siria en el país. Fue oposito a la extensión del mandato del presidente Émile Lahoud y apoyó la Revolución de los Cedros.
Fue nombrado Ministro de Industria del Líbano en julio de 2005, como parte del gobierno de Fouad Siniora. Fue asesinado el 21 de noviembre de 2006, tres días antes de la fiesta de independencia nacional, cuando tres hombres armados le dispararon mientras se desplazaba en su coche solo en un suburbio de Beirut. Un comunicado, de un grupo que se dio a conocer como «Luchadores por la Unidad y Libertad de la Gran Siria» se atribuyó el ataque, acusando a Gemayel de promover «veneno» contra Siria y Hezbolá. A pesar de las investigaciones, nunca se dio con la identidad de los perpetradores de manera concluyente.